# Songs Our Daddy Taught Us
Albums de The Everly Brothers
The Everly Brothers
(1958) The Best of the Everly Brothers
(1959)
Songs Our Daddy Taught Us est le deuxième album studio des Everly Brothers, sorti en décembre 1958 chez Cadence Records. L'album est basé sur une sélection de chansons que les frères ont apprises de leur père, Ike Everly, lorsqu'ils étaient enfants.

## Réception
Le journaliste musical Richie Unterberger note que « cet album de musique traditionnelle, sorti au plus fort du succès commercial du duo en tant que groupe de rock and roll », était « inattendu » et « en avance sur son temps ». Le magazine Rolling Stone, attribue 4 étoiles sur 5 à l'album et note que « même Elvis Presley n'avait pas eu le culot de faire un album aussi roots » que celui-ci.

## Liste des titres
| 1. | Roving Gambler                            | Terry Gilkyson                           | 3:41 |
| 2. | Down in the Willow Garden                 | Charlie Monroe, traditionnel             | 3:04 |
| 3. | Long Time Gone                            | Frank Hartford, Tex Ritter, traditionnel | 2:26 |
| 4. | Lightning Express                         | Bradley Kincaid                          | 4:53 |
| 5. | That Silver Haired Daddy of Mine          | Gene Autry, Jimmy Long                   | 3:09 |
| 6. | Who's Gonna Shoe Your Pretty Little Feet? | traditionnel                             | 2:41 |

| Face B | Face B                                  | Face B                               | Face B | Face B | Face B | Face B | Face B | Face B | Face B |
| No     | Titre                                   | Auteur                               | Durée  |        |        |        |        |        |        |
| ------ | --------------------------------------- | ------------------------------------ | ------ | ------ | ------ | ------ | ------ | ------ | ------ |
| 7.     | Barbara Allen                           | traditionnel                         | 4:41   |        |        |        |        |        |        |
| 8.     | Oh So Many Years                        | Frankie Bailes                       | 2:37   |        |        |        |        |        |        |
| 9.     | I'm Here to Get My Baby Out of Jail     | Karl Davis, Harty Taylor             | 3:38   |        |        |        |        |        |        |
| 10.    | Rockin' Alone (In an Old Rockin' Chair) | Bob Miller                           | 3:01   |        |        |        |        |        |        |
| 11.    | Kentucky                                | Karl Davis, Henry Prichard           | 3:10   |        |        |        |        |        |        |
| 12.    | Put My Little Shoes Away                | Samuel N. Mitchell, Charles E. Pratt | 3:21   |        |        |        |        |        |        |
| 40:22  |                                         |                                      |        |        |        |        |        |        |        |

## Crédits
- Don Everly – guitare, voix
- Phil Everly – guitare, voix
- Floyd Chance – contrebasse

## Postérité
En 2013, Billie Joe Armstrong, le leader de Green Day, et la chanteuse de jazz Norah Jones ont enregistré un remake de l'album, intitulé Foreverly. Il est sorti le 25 novembre 2013.